# ميغومي كاميونوبو
ميغومي كاميونوبو (上尾野辺 めぐみ) (15 مارس 1986 في يوكوهاما في اليابان – )؛ هي لاعبة كرة قدم كانت تلعب كلاعب وسط. ولعبت مع منتخب اليابان لكرة القدم للسيدات.

## وصلات خارجية
- ميغومي كاميونوبو على موقع الاتحاد الدولي (مؤرشف)  (الإنجليزية)
- ميغومي كاميونوبو على موقع الاتحاد الأوربي (الإنجليزية)
- ميغومي كاميونوبو على موقع قاعدة بيانات كرة القدم.إي يو (الإنجليزية)
- ميغومي كاميونوبو على موقع Soccerway.com (الإنجليزية)
- ميغومي كاميونوبو على موقع عالم كرة القدم.نت (الإنجليزية)
- ميغومي كاميونوبو على موقع أوليمبيديا (الإنجليزية)